# José Mauri
José Agustín Mauri é um futebolista ítalo-argentino que joga como meia-atacante. Atualmente, defende o Cosenza.

## Carreira
Produto das categorias de base do  Parma, iniciou profissionalmente em 2013. Em 2015 se transferiu para o AC Milan.